# Harold Ashby
Harold Ashby (* 27. März 1925 in Kansas City, Missouri; † 13. Juni 2003 in New York City) war ein amerikanischer Swing-Tenorsaxophonist und Klarinettist.

## Leben und Wirken
Harold Ashby spielte während der Schulzeit Klarinette, hatte 1946 nach zweijährigem Dienst in der Marine sein Debüt als Tenorsaxophonist bei Tommy Douglas. In Chicago spielte er mit Bluesmusikern wie Memphis Slim und Willie Dixon. Nach New York ging Ashby 1957 und arbeitete zunächst für Mercer Ellington, 1961/62 gelegentlich auch für Duke Ellington, kurze Zeit bei Count Basie und Lawrence Brown. Unter eigenem Namen erschien 1960 das Album Born To Swing, mit Paul Gonsalves das Album Tenor Stuff 1961. Nach einigen „freelance“-Jahren stieß Harold Ashby im Juli 1968 endgültig zum Duke Ellington Orchestra und nahm mit ihm die großen Suiten der frühen 1970er Jahre wie New Orleans Suite auf. Auch nach dessen Tod spielte er in der Big Band von Mercer Ellington, gab mit ehemaligen Ellington-Kollegen ein Konzert und reiste in den folgenden Jahren mit Ellington-Alumni-Bands. Außerdem wirkte er an Alben von Benny Goodman und Sy Oliver mit. 1987 wirkte er als Gastsolist auf dem Album The Art of the Saxophone von Bennie Wallace mit. Ashbys Stil ähnelt dem von Ben Webster; dazu trug bei, dass seine Brüder Herbert und Alex bei Webster spielten.

## Ausgewählte Diskografie

### Als Leader
- Quickie : Presenting Harold Ashby (Progressive, 1978), mit Don Friedman, George Mraz, Ronnie Bedford
- Scufflin’ (Black & Blue, 1978) mit Booty Wood, Raymond Fol, Aaron Bell, Sam Woodyard
- The Viking (Gemini, 1988) mit Norman Simmons, Paul West, Gerryck King
- What Am I Here For? (Criss Cross, 1990), mit Mulgrew Miller, Rufus Reid, Ben Riley
- I’m Old Fashioned (Stash, 1991), mit Richard Wyands, Aaron Bell, Connie Kay
- On The Sunny Side of the Street (Timeless, 1992) mit Horace Parlan, Wayne Dockery, Steve McCraven
- Harold Ashby Plays Duke Ellington (Y'all, 1999), mit Lloyd Mayers, Earl May, Leroy Williams
- Just for You (Mapleshade, 2000), mit John Hicks, Keter Betts, Jimmy Cobb
- Ash (Y'all, 2001), mit Hilton Ruiz, Andy McCloud, Victor Jones

### Als Sideman
- Ben Webster: The Soul Of Ben Webster (Verve, 1957/58)
- Benny Golson: Tenor Legacy (Arkadia, 1996)
- Duke Ellington: New Orleans Suite (Atlantic, 1970)
- Duke Ellington: The Afro-Eurasian Eclipse - A Suite In 8 Parts (OJC, 1971)
- Duke Ellington: The Intimacy Of The Blues (OJC, 1967–70)
- Scott Hamilton - Warren Vaché Orchestra (Concord, 1979)
- Earl Hines: Once Upon A Time (Impulse!, 1966)
- Bennie Wallace: The Art Of The Saxophone (Denon, 1987)